# Минное поле имени 8 марта
Минное поле им. 8 марта — магнитоальбом советской рок-группы «ДК», выпущенный в 1986 году.

## Об альбоме
В отличие от остальных альбомов «ДК», данный альбом был записан и оформлен одним человеком — руководителем проекта Сергеем Жариковым. Альбом выдержан в жанре spoken word и представляет собой совокупность стихотворений авторства Жарикова, записанных им же под самую разнообразную музыку, включая и классическую (Глинка, Мусоргский и другие).
Альбом был переиздан на CD в 2002 году; переизданная версия альбома включает дополнительные треки, взятые из других магнитоальбомов того же жанра, а также десятистраничный иллюстрированный буклет, где помимо прочего полностью перепечатана статья Сергея Жарикова «Trash Total Theses» из журнала «КонтрКультУра» за 2002-й год. Вёрстка и дизайн – А. Волков. Оцифровка – Сергей Летов.

## Факты о композициях
- Стихотворение «Вратарь» отсылает к Шарафу Рашидову (т.н. Узбекское дело).
- Стихотворение «Надежды маленькая вша» — первый вариант текста песни «Миссис Розенблюм», которая войдёт потом в альбом 1988 года «Непреступная забывчивость».
- Трек «Любовь ушла за сентябрём» — фрагмент из песни «Золотая осень», звучащей в альбоме «ДМБ-85» в исполнении Виктора Клемешева.
- «Бабий лён» — вольный перевод песни The Beatles — «Can’t Buy Me Love».
- Стихотворение «Икар» сопровождается песней Михаила Глинки «Жаворонок».
- «Артист поёт» — вольный перевод одноимённой песни советского ВИА «Норок», родоначальников этого жанра в СССР и является прямой ссылкой к Горбачёву.
- «Подарок товарищу Сталину» — специально изготовленная Жариковым постмодернистская инсталляция с использованием клише советской поэзии 30-х 40-х годов, положенных на музыку авангардного кубинского композитора и исполнителя Лео Брауэра.

## Список композиций
| №   | Название                   | Длительность |
| --- | -------------------------- | ------------ |
| 1.  | «Петя и Волк»              | 1:17         |
| 2.  | «Кукла»                    | 0:13         |
| 3.  | «Трое в комнате»           | 1:52         |
| 4.  | «Вратарь»                  | 4:14         |
| 5.  | «Прогулка»                 | 0:43         |
| 6.  | «Тихое поколение»          | 2:07         |
| 7.  | «В клубе»                  | 2:33         |
| 8.  | «Надежды маленькая вша»    | 1:19         |
| 9.  | «На холмах Грузии»         | 2:47         |
| 10. | «Задорная молодость»       | 1:55         |
| 11. | «Прогулка»                 | 0:45         |
| 12. | «Артист поёт»              | 2:29         |
| 13. | «День гнева»               | 1:48         |
| 14. | «Икар»                     | 3:38         |
| 15. | «Пусть застава мирно спит» | 1:01         |
| 16. | «Бабий лён»                | 1:16         |
| 17. | «Прогулка»                 | 0:20         |
| 18. | «Купер гулял по столице»   | 2:56         |
| 19. | «Фантики»                  | 3:29         |
| 20. | «Подарок товарищу Сталину» | 7:08         |
| 21. | «Прогулка»                 | 0:25         |
| 22. | «Остановите музыку»        | 1:21         |
| 23. | «Мальчишке весело»         | 2:18         |
| 24. | «Водку завезли»            | 1:20         |
| 25. | «Любовь ушла за сентябрём» | 3:12         |
| 26. | «На двоих»                 | 0:38         |
| 27. | «Паба даба да»             | 1:01         |